# Баимов, Бурзян Сафич
Бурзян Сафич Баимов (7 февраля 1948, Иткулово 2-е, Башкирская АССР — 26 ноября 2004, Уфа) — башкирский писатель, фольклорист. Член Союза журналистов (1989) и Союза писателей (1993).

## Биография
Баимов Бурзян Сафич родился 7 февраля 1948 года в д. Иткулово 2-е Баймакского района Башкирской АССР.
Учился в местной школе, затем в Сибайской школе-интернате. Продолжил образование в Уфимском музыкально-педагогическом училище.
В 1980 году окончил Башкирский государственный университет (ныне Уфимский университет науки и технологий). В 1993 году защитил кандидатскую диссертацию на тему: «Башкирский такмак: Природа жанра, идейно-эстетические особенности».
Место работы: после окончания университета три года работал школьным учителем, с 1983 по 1998 годы и с 2000 по 2002 годы работал в Институте истории, языка и литературы Башкирского филиала Академии наук СССР (ИИЯЛ), в 1998—1999 годах — в Башкирском институте развития образования (БИРО).
Область научных интересов: изучение песенных жанров в башкирском фольклоре.
Принимал участие в издании сборника «Башкорт халык ижады», выезжал в фольклорные экспедиции по Башкирии и соседним областям.
В 1989 году принят в Союз журналистов Республики Башкортостан, в 1993 году — в Союз писателей Республики Башкортостан.
Баимов Бурзян Сафич — автор книг «Атылған йондоҙ Амантай» (1998; «Неугасимая звезда Амантая») о жизни Г. Амантая; сборник стихов «Урман бүләге» (1987; «Лесной подарок») и рассказов «Мажаралы төн» (1993; «Ночь с приключениями») для детей, «Ҡон» (2004; «Месть»).
Перевёл на башкирский язык учебники по истории Башкортостана для средних школ.
Умер 26 ноября 2004 года в Уфе, похоронен на родине.

## Творчество
- «Возьми гармонь, пропой такмак». — Уфа, 1993.
- «Атылған йондоҙ Амантай» (1998; «Неугасимая звезда Амантая»).
- «Башкирские народные такмаки». — Уфа, 2001.
- Өҙөлгән сәфәр. Повесть, хикәйәләр. — Өфө, 1999.
- Ижадсылар. — Өфө, 2008.